# Alta Rocca
L'Alta Rocca est une région naturelle de Corse située dans l'arrière-pays de Sartène. Elle culmine au Monte Incudine à 2 134 mètres d'altitude et a pour capitale Levie.

## Géographie

Panorama d'Olmiccia et de Sant'Andréa-di-Tallano.

### Situation

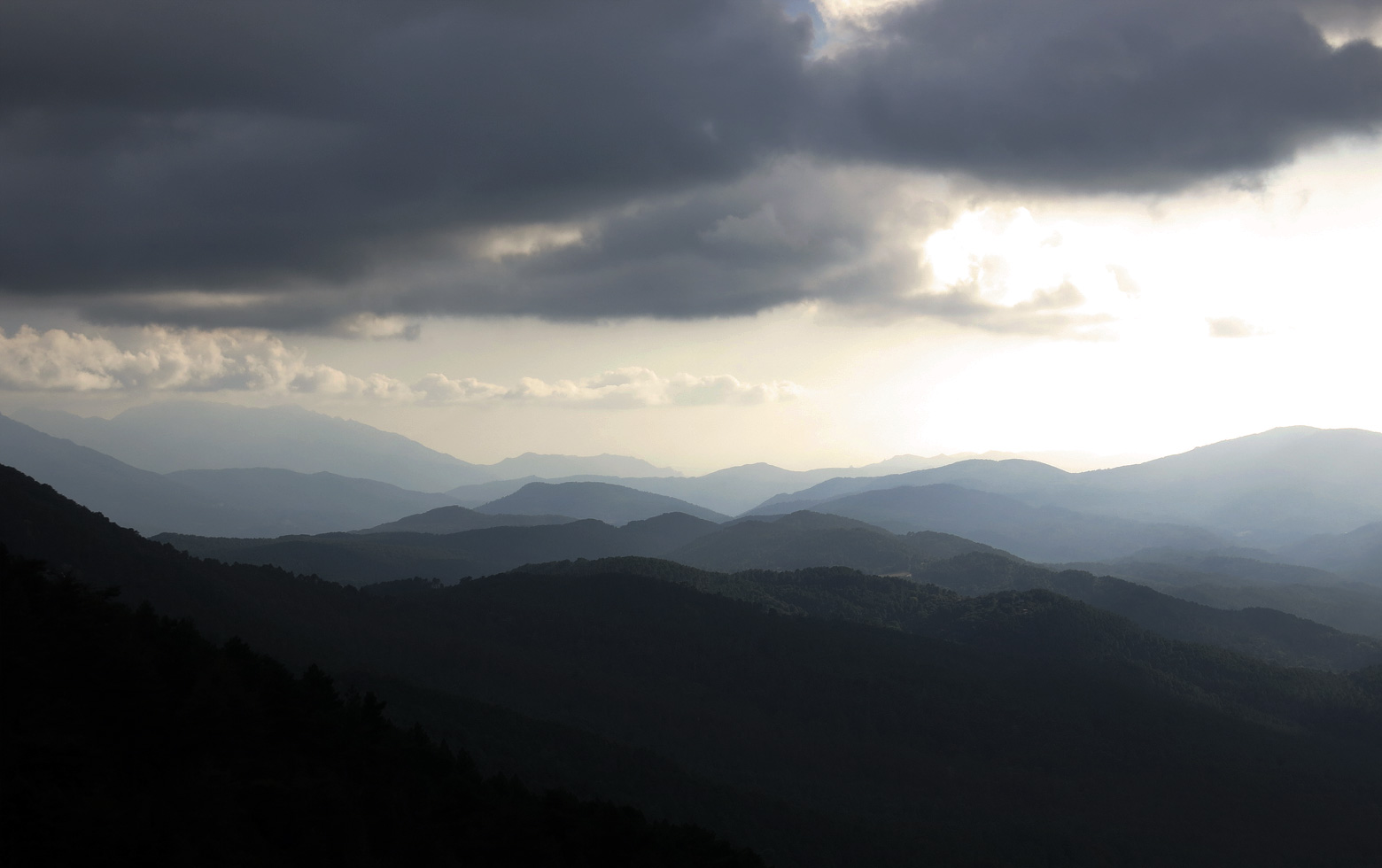
Paysage d'Alta Rocca.

L'Alta Rocca est une région de Corse-du-Sud située à l'intérieur de l'île. Elle désigne les moyennes et hautes vallées du Rizzanese et de ses affluents (Chiuvone et Fiumicicoli).

### Territoire
L'Alta Rocca est composée des territoires de trois pièves pour un total de 16 communes :
Carbini
- Carbini ;
- Levie ;
- San-Gavino-di-Carbini ;
- Zonza.

Scopamène
- Aullène ;
- Quenza ;
- Serra-di-Scopamène ;
- Sorbollano ;
- Zérubia.

Tallano
- Altagène ;
- Cargiaca ;
- Loreto-di-Tallano ;
- Mela ;
- Olmiccia ;
- Sainte-Lucie-de-Tallano ;
- Zoza.

### Relief

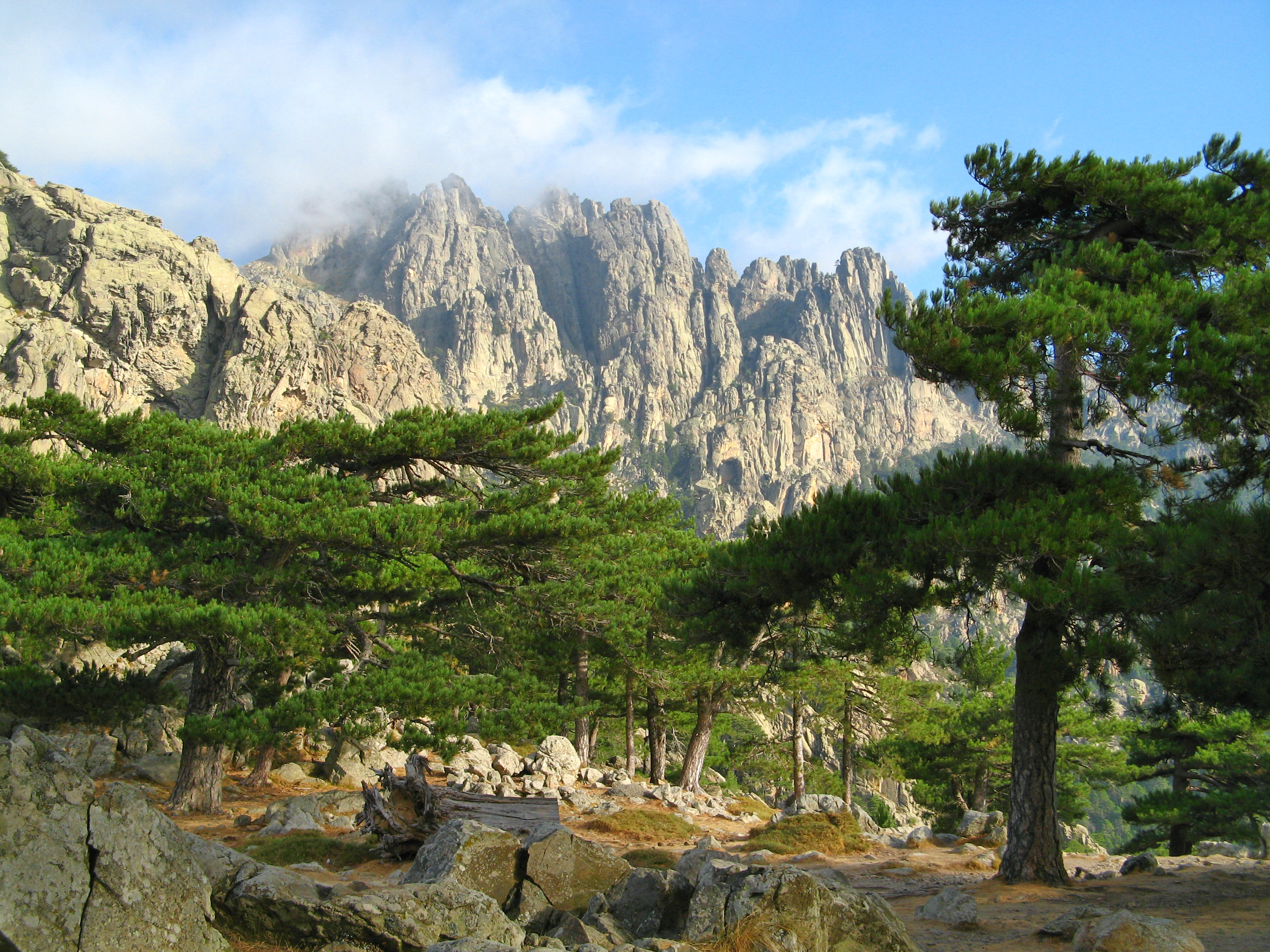
Aiguilles de Bavella

L'Alta Rocca est située au cœur de la Corse-du-Sud. Son sol repose sur un socle de roches plutoniques (granite, diorite) et volcaniques.
Elle est délimitée au nord, à l'est et au sud par la dorsale principale de l'île qui la sépare successivement du Talavo et du Freto : du nord au sud par le plateau du Coscione, le Monte Incudine (2 134 m), le massif de Bavella, celui de l'Ospedale puis la Cagna à son extrémité méridionale. Elle est limitée à l'ouest par la Punta di i Cavalletti et la Punta di u Carbone qui la séparent du Viggiano.
L'Alta Rocca est ouverte vers la mer à l'ouest et au sud par les vallées du Rizzanese et de son affluent le Fiumicicoli ; mais elle n'a pas de façade maritime. 
La végétation est diversifiée, avec des futaies et taillis de chênes verts. La présence d'oliviers et de feuillus est marquée dans la vallée du Rizzanese.  

### Accès

#### Accès routiers
L'Alta Rocca est quasiment fermée à l'est car barrée par la partie méridionale de l'arête principale de l'île. On le constate avec le détail des principales voies de pénétration suivantes :
- D69 au nord, venant de Zicavo et franchissant le col de la Vaccia (1 193 m) pour rejoindre Aullène ;
- D268 au nord-est, venant de Sari-Solenzara et franchissant le col de Bavella (1 218 m) pour rejoindre Zonza ;
- D368 au sud-est, venant de Porto-Vecchio et franchissant la Bocca d'Illarata (991 m) pour rejoindre Zonza ;
- D59 au sud, venant de Sotta et franchissant le col de Bacinu (809 m) pour rejoindre Carbini ;
- D548 au sud-ouest, venant de Granace pour rejoindre Tirolo ;
- D248 au sud-ouest, venant de Granace pour rejoindre Bisene ;
- D268 à l'ouest, venant de  Sartène vers Olmiccia ;
- D69 à l'ouest, venant de Sartène vers Loreto-di-Tallano ;
- D420 au nord-ouest, venant de Petreto-Bicchisano ou Moca-Croce et franchissant le col Saint-Eustache (995 m) pour rejoindre Aullène.

#### Accès par les sentiers de grande randonnées
- Le GR 20 pénètre dans la partie nord-orientale de l'Alta Rocca durant deux étapes :
  - Étape 13 : D'Usciolu à Asinau : 8 heures du Nord vers le Sud, et 8 heures du Sud vers le Nord ;
  - Étape 14 : De Asinau à Paliri : 7 heures du Nord vers le Sud, et 7 h 20 du Sud vers le Nord.

En plus du « trekking » avec les sentiers de grande randonnée, le parc naturel régional de Corse propose d'autres types : randonnées « découverte » avec Mare a mare et randonnées « balade ». Dans ce secteur, existent :
- Le Mare a mare Sud et sa variante, trajet Propriano - Porto-Vecchio, avec des gîtes d'étape à Quenza, à Jallicu, à Serra-di-Scopamène, à Sainte-Lucie-de-Tallano, à Levie, à Cartalavone ;
- La liaison Mare a mare Sud - GR 20.

## Histoire

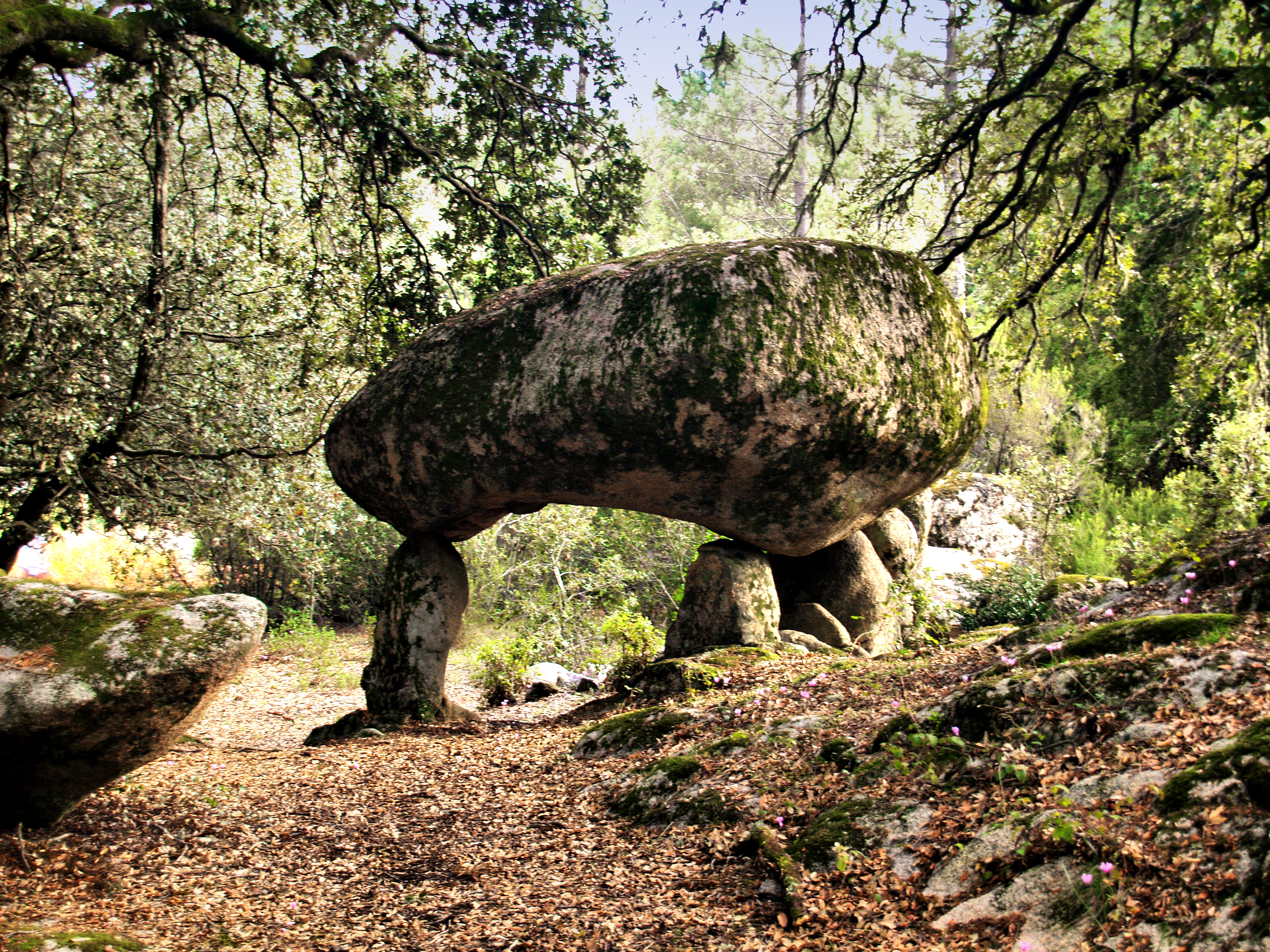
« Dolmen » de Pacciunituli

L'amiral génois Andrea Doria ruine le fief de la Rocca dès 1507. Il fait assassiner son comte Rinuccio della Rocca ; les fiefs corses perdent tout rôle politique. Rinuccio était comte de la Rocca et du Talavo. Son fief qui était le plus puissant des fiefs corses, avait pour capitale Santa Lucia di Tallà (sous-préfecture de l'arrondissement avant Sartène) et comprenait la communauté de Carbini dont la « plage » était le hameau de Porto-Vecchio, repaire de corsaires barbaresques jusqu'en 1539.

## Culture locale et patrimoine
L'Alta Rocca possède un riche patrimoine naturel et culturel géré par le Parc. Il assure notamment la protection de sites archéologiques où les premiers hommes de l'île ont laissé de nombreux vestiges tels le plateau de Levie (Pianu di Livia) avec Cucuruzzu et Capula, ou les ruines mégalithiques d'Arragio (Arragiu). En ce lieu, une forteresse (Castellu d'Arragiu) avait été bâtie par les Torréens à l'âge du bronze.
S'y trouvent également de nombreux vestiges moyenâgeux tels :

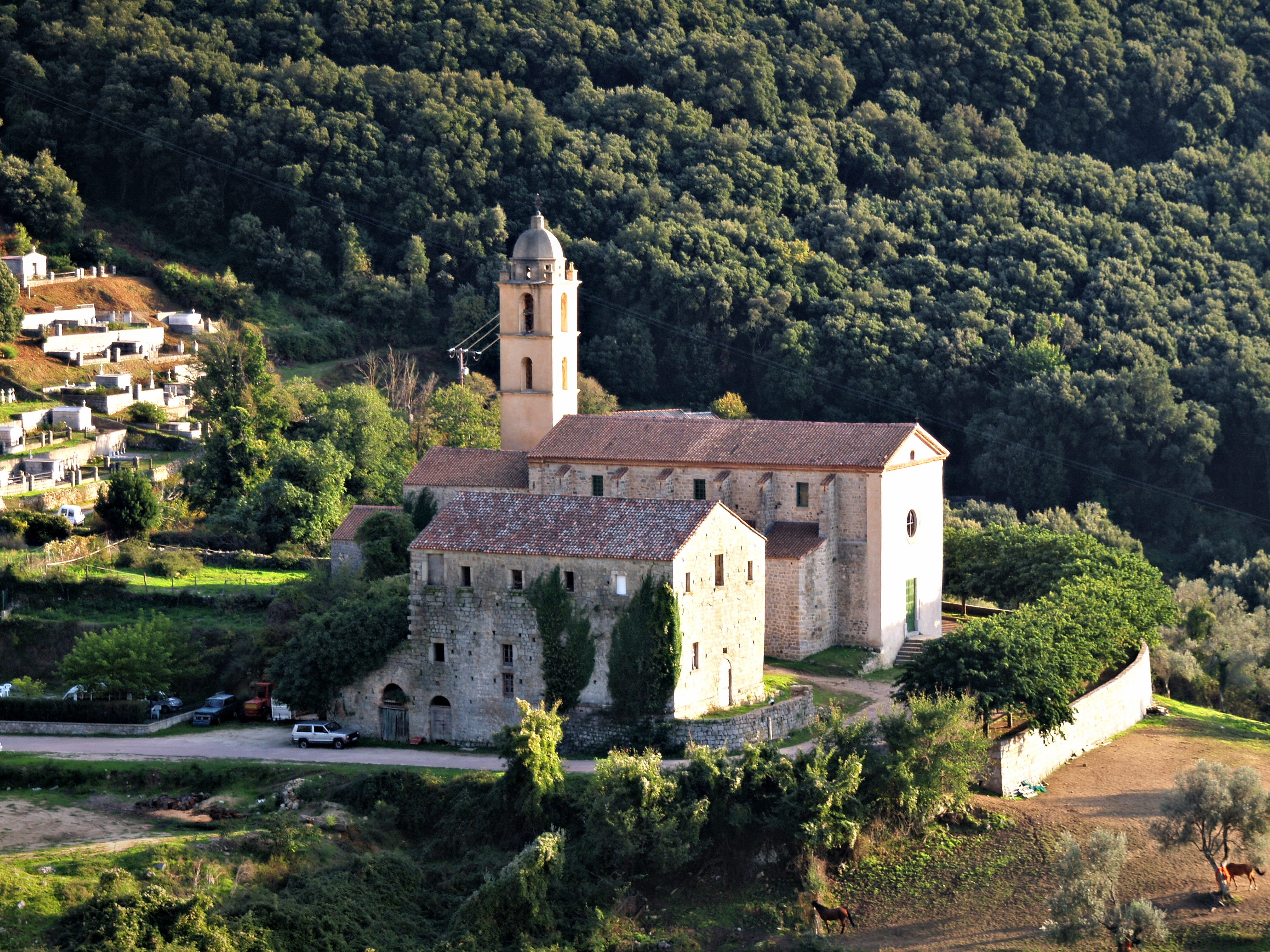
Couvent Saint-François

- le couvent San Francescu de Sainte-Lucie-de-Tallano fondé en 1492 par Rinuccio Della Rocca, seigneur de Cinarca et d'Istria, comte della Rocca et du Talavo, et qui était composé d'un fort et d'un château[Note 1] dont on forma l'église et le bâtiment central[2] ;
- l'église paroissiale Saint-Jean-Baptiste de Carbini, ancienne église pièvane datant du XIIe siècle[3] ;
- la chapelle Sainte-Marie de Quenza, datant du XIIe siècle[4], ou encore
- les nombreuses maisons fortes, de notables et fermes construites depuis le XVIe siècle dans les lieux habités et qui sont reprises à l'inventaire général du patrimoine culturel.

Ce patrimoine s'enrichit également avec le « petit patrimoine » constitué par les fours, moulins, etc. qui, s'il n'est pas classé, témoigne néanmoins de l'intense activité qui régnait dans un passé encore récent.
Le musée départemental de l'Alta Rocca se trouve à Levie.